# Tania Tagle
Tania Tagle (Ciudad de México, 1986) es una editora, gestora cultural y ensayista mexicana. Ha publicado en diversos medios nacionales e internacionales. Es conocida por su libro Germinal.

## Biografía
Tania Tagle es licenciada en literaturas hispánicas por la Universidad de Guanajuato; fue becaria en la Fundación para las letras mexicanas y del Fondo Nacional para la Cultura y las Artes en dos ocasiones y trabaja como mediadora de lectura para adolescentes y jóvenes de comunidades rurales.

## Trayectoria
Desde su escritura milita por defender los derechos de las madres y por crear espacios para que se desarrollen profesionalmente.

Tagle empezó a escribir diarios porque se sentía sola durante su embarazo y publicó su primer libro casi diez años después. Es el primero en su trayectoria en solitario, pues anteriormente ya había realizado diversas colaboraciones.
Tengo otras responsabilidades y con que mi tiempo de escritura era muy escaso.  Este es mi primero, porque apenas me dio la vida.

## Publicaciones
- Germinal (2023)

- El silencio de los cuerpos (2015)
- Arbitraria (2015)
- Puro Cuento (2017)